# Catoxyethira badyi
Catoxyethira badyi är en nattsländeart som beskrevs av Francois-Marie Gibon 1991. Catoxyethira badyi ingår i släktet Catoxyethira och familjen smånattsländor. Inga underarter finns listade i Catalogue of Life.